# Federico Lunardi
Federico Lunardi (Livorno, 7 de diciembre de 1880-Asunción, 11 de noviembre de 1954) fue un arzobispo católico, etnólogo, arqueólogo, historiador, escritor y coleccionista italiano.
Nuncio Apostólico de la Santa Sede, junto con el cumplimiento de su misión, se convirtió en una figura importante para el estudio de la historia, la geografía, la arqueología y la etnología, especialmente en América Latina. Con el tiempo, componer muchos trabajos científicos lo acreditaron como un investigador escrupuloso.
Durante su carrera diplomática, se quedó en Cuba, Chile, Colombia, Brasil, Bolivia, Honduras, y finalmente en Paraguay, países en los que a menudo se llevaron a cabo estudios e investigaciones que le llevaron a viajar por toda América Latina, sumando un total de treinta y ocho años, entrando en contacto con diferentes culturas.
Había tres zonas arqueológicas de su investigación: en Colombia, en el San Agustín (Macizo Colombiano); en Bolivia, en el área de Tiahuanaco; en Honduras, en el área de Copán.
Durante casi diez años en Honduras, recogió el material precolombino que formará más tarde parte de sus colecciones, se dedicó en profundidad al estudio de la cultura Maya en la medida en que los más antiguos vestigios de esta civilización lo permitían.

## Biografía
Nació en Livorno en 1880, fue un modesto artesano con principios cristianos firmes y después de asistir a escuelas técnicas, a los dieciséis años ingresó en el seminario de Livorno. En 1897 se trasladó a estudiar en Roma, donde en 1903 obtuvo títulos en filosofía, teología y en Utroque Iure. Después de convertirse en párroco, secretario del obispo de Livorno, profesor en el Seminario Diocesano, en 1916 inició su carrera diplomática como oficial en la Nunciatura Apostólica de La Habana, donde permaneció hasta 1920. Después de Cuba lo encontramos tres años en Chile y luego en Colombia (1923 a 1931). En ese momento visitó repetidamente zona de San Agustín de hallazgos arqueológicos importantes, haciendo una investigación y estudio que le permitió escribir varias obras, entre ellas: "El Macizo Colombiano", "La vida en las tumbas", "Costumbres mortuorias de colombiano macizo","Estatuas prehistóricas pintadas", "O Angasmayo" y "Fauna prehistórica monumental del macizo colombiano". Estos estudios se publicaron entre 1934 y 1936 en Río de Janeiro, Santiago de Chile y Lima. Después de dejar Colombia, se mudó a Brasil (1931-1936) donde se dedicó principalmente a los estudios etnológicos. Conoció al pueblo Bororo, estudiado más tarde por Claude Lévi-Strauss, el Cayapós, el Carajá, también estudiado por varios antropólogos. Su viaje a través de los bororo se lleva a cabo en septiembre de 1936. En Brasil, Lunardi toca el pináculo de su carrera en la iglesia desde el 15 de noviembre de 1936 que fue nombrado nuncio apostólico y arzobispo titular de Side. Enviado a Bolivia (1936-1938) lleva a cabo investigaciones sobre la misteriosa ciudad de Tiahuanaco y colecciona numerosos artefactos, material arqueológico que ahora es parte de las Colecciones Lunardi. Visitando las misiones dispersas en lugares remotos y Bolivia llanura del altiplano entra en contacto con Guarayos, el Chiquito, Mojo, teniendo en cuenta sus costumbres civiles y religiosas con diligencia y amor a la verdad en sus "libros". También se encuentra con los Sirionos, a quienes, además de las notas, les dedica un folleto lleno de información. A comienzos de 1939 desde Bolivia fue transferido a Honduras, donde permaneció hasta 1948, casi una década. Recorrerá el país por doquier y a menudo lo encontramos en Copán, el gran centro cultural maya, donde participa en reuniones, congresos y colecciona material arqueológico. Sus publicaciones sobre Honduras son numerosas y algunas de considerable importancia, como "Honduras Maya, etnología y arqueología de Honduras", impresas en 1948 en Tegucigalpa. Desde Honduras en 1948 fue llamado a Roma en la Secretaría de Estado, pero ya al año siguiente lo encontramos en Asunción, en Paraguay (1949-1954). Muchas de sus series fotográficas están dedicadas a los pueblos Macà, Cainguá y Chulupí de este período y otros estudios e investigaciones como los de Guaraní. El 11 de noviembre de 1954, a la edad de 74 años, murió en Asunción, en suelo estadounidense, donde había pasado más de la mitad de su vida. El cadáver fue trasladado por su familia a su natal Livorno, en el cementerio de la Misericordia.

## Honduras Maya, etnología y arqueología de Honduras
"Honduras Maya, etnología y arqueología de Honduras" de 1948 es ciertamente su obra más importante. En este voluminoso libro, Lunardi aborda el problema de la etnología de Honduras y del origen maya de su civilización. El trabajo, en la primera parte (Etnología) analiza el problema de las poblaciones hondureñas y sus orígenes. En la segunda parte (Los fundamentos de la arqueología maya) se aborda el estudio de los mayas como los hemos descrito las fuentes (principalmente el Obispo Diego de Landa) en Yucatán y Honduras, a continuación, el estudio del patrimonio arqueológico de maya en Honduras. En la tercera parte (Arqueología de Honduras) estudia sistemáticamente el patrimonio cultural de los mayas que aún sobrevive en los rituales y la vida cotidiana de los habitantes del país. En la cuarta y última parte (Recapitulación) extrae las conclusiones de sus estudios: el centro de irradiación de la civilización maya es Honduras. Este trabajo representa el primer estudio real de los problemas etnológicos y arqueológicos de Honduras, documentando las diversas teorías expuestas de manera eficiente y abundante.